# Michael Aikman
Pour les articles homonymes, voir Aikman.
Michael Aikman, né le 9 septembre 1933 à Geelong et mort le 16 février 2005 à Malvern, est un rameur d'aviron australien.
Il est médaillé de bronze  en huit aux  Jeux olympiques d'été de 1956 de Melbourne